# Attore caratterista

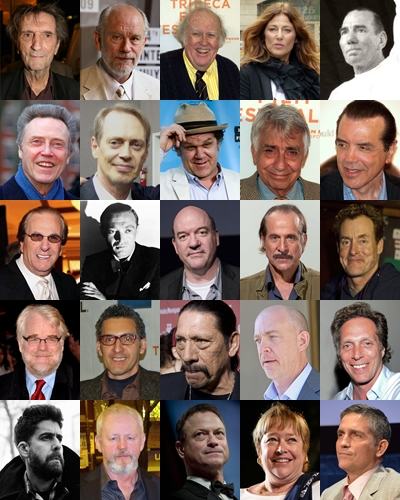
Harry Dean Stanton, John Malkovich, M. Emmet Walsh, Catherine Keener, Pete Postlethwaite, Christopher Walken, Steve Buscemi, John C. Reilly, Philip Baker Hall, Chazz Palminteri, Danny Aiello, Peter Lorre, John Carroll Lynch, Peter Stormare, John C. McGinley, Philip Seymour Hoffman, John Turturro, Danny Trejo, J.K. Simmons, William Fichtner, Adam Goldberg, David Morse, Gary Sinise, Kathy Bates, Jim Caviezel.

Un  attore o attrice caratterista (o semplicemente caratterista) è un attore o un'attrice non protagonista che interpreta personaggi singolari, caratteristici o eccentrici.

## Storia
(Ermanno Comuzio in Cinema, 1953)
Mutuato dalla tradizione teatrale, la figura del caratterista nel linguaggio cinematografico, è comunemente riferita ad attori che solitamente ricoprono ruoli secondari o di contorno che in qualche modo movimentano e vivacizzano lo snodo narrativo del racconto, spesso con una coloritura umoristica, ma anche riconducibili ad un ordito drammatico.
Contraddistinto da un forte risalto dei caratteri esteriori, il caratterista è solitamente dotato di un'identità fisica, fisionomica e di comportamento di impatto immediato che gli consentono di interpretare precise tipologie di ruoli: il burbero, il cattivo, la zitella acida, il gioviale, il nobile, il parvenu. Può succedere anche che, talvolta, attori che si cimentano in ruoli da caratteristi, possano riscuotere un certo successo iniziale proprio grazie ad una parte o ad un certo genere cinematografico, tale che l'attore diventi così fortemente identificato con un particolare tipo di ruolo e, successivamente, reimpiegato in ruoli simili.
Il termine nasce agli inizi dell'Ottocento quando, nell'organico delle varie compagnie teatrali, l'impiego fra vari attori era suddiviso e organizzato a livello gerarchico: primo carattere, secondo carattere e, infine, anche il mezzo carattere. Al caratterista, detto anche primo carattere, spettavano tutte le parti bonarie, buffe e interpretabili da personaggi dotati di una particolare tipologia scenica, specie all'interno del repertorio shakespeariano e goldoniano.

## Caratteristi
Ogni cinematografia ha i suoi grandi caratteristi. Nel cinema americano, tra gli altri, si possono ricordare Thomas Mitchell, Walter Brennan, Claire Trevor, Steve Buscemi, Edward Everett Horton, Louis Calhern, Arthur Kennedy, Thelma Ritter, Ed Lauter, William Demarest, Everett Sloane, Ethel Barrymore, Harry Dean Stanton, Lionel Barrymore, James Russo, Christopher Lloyd, Abe Vigoda, Andy Devine, James Gandolfini, Margo Martindale e Margaret Hamilton.
Nel cinema inglese, tra quelli più noti, possiamo citare Jack Hawkins, Flora Robson, Cecil Parker, Robert Newton, James Robertson Justice, Dennis Price, Barry Fitzgerald, Donald Crisp, Edmund Gwenn, Claude Rains, Donald Meek, Denholm Elliott, fino al più recente Rowan Atkinson.
Anche in Italia sono tanti gli esempi di attori noti come caratteristi, personaggi nati soprattutto con l'esplosione del cinema di genere degli anni settanta, ed entrati nella storia del cinema nostrano. Tra gli altri, pur dovendo permettere che molti di loro sono stati anche attori senza questa specificazione, Guido Nicheli, Ave Ninchi, Salvatore Borgese, Plinio Fernando, Bombolo, Enzo Cannavale, Angelo Bernabucci, Angelo Infanti, Mario Brega, Tiberio Murgia, Nino Terzo, Tina Pica, Carlo Pisacane, Ugo Fangareggi, Antonio Allocca,Camillo Milli, Ugo Bologna, Giacomo Furia, Ennio Antonelli, Mario e Memmo Carotenuto, Nino Taranto, Jimmy il Fenomeno, Enzo Andronico, Anna Longhi, Bobby Rhodes e Luca Sportelli.
In particolare, il citato Jimmy il Fenomeno, Franca Scagnetti e Luca Sportelli sono alcuni dei più prolifici che possono vantare una filmografia di un centinaio di titoli.